# William Hope
William Hope (Montreal, 2 maart 1955) is een Canadees acteur.
Hope is de broer van acteur Barclay Hope. Hij heeft gastoptredens in vele televisieseries en bekende bijrollen, zoals Aliens (1986) en xXx (2002). Hope was ook stemacteur bij een reeks films van Thomas de stoomlocomotief (2009-2020). Zijn werk omvat meer dan 170 producties.

## Filmografie

### Films
Uitgezonderd korte films.
- Scanners (1981)
- Poltergeist (1982)
- The Lords of Discipline (1983)
- Aliens (1986)
- Hellbound: Hellraiser II (1988)
- Shining Through (1992)
- The Saint (1997)
- xXx (2002)
- Labyrinth (2003)
- Sky Captain and the World of Tomorrow (2004)
- Submerged (2005)
- The Marksman (2005)
- Free Jimmy (stem, 2006)
- The Detonator (2006)
- The Walker (2007)
- Trade Routes (2007)
- Finding Rin Tin Tin (2007)
- Dark Floors (2008)
- Autopsy (stem, 2008)
- Sherlock Holmes (2009)
- Legacy (2010)
- The Whistleblower (2010)
- Cold Fusion (2011)
- Captain America: The First Avenger (2011)
- The Lady (2011)
- Dark Shadows (2012)
- Gladiatori di Roma (stem, 2012)
- Spiders 3D (2013)
- Walking with the Enemy (2014)
- 2/11 Het spel van de wolf (2014)
- Tout là-haut (2017)
- Slumber (2017)
- The Catcher Was a Spy (2018)
- Texas Chainsaw Massacre (2022)
- The Son (2022)

### Televisieseries
Uitgezonderd eenmalige gastrollen.
- Nancy Astor (1982)
- Thomas & Friends (stem, 2010-2021)
- Spooks (2011)
- Rãmâi cu mine (2013-2014)
- The Searchers (2014)
- The Syndicate (2015)
- Tokyo Trial (2016)
- Deep State (2018-2019)

## Computerspellen
- C-12: Final Resistance (stem, 2001)
- Aliens Versus Predator 2 (stem, 2001)
- Vietcong: Fist Alpha (stem, 2004)
- Headhunter: Redemption (stem, 2004)
- Constantine (stem, 2005)
- Evil Dead: Regeneration (stem, 2005)
- Ultimate Spider-Man (stem, 2005)
- Kameo: Elements of Power (stem, 2005)
- X3: Reunion (stem, 2005)
- Hitman: Blood Money (stem, 2006)
- Alien vs Predator (stem, 2010)
- Driver: San Francisco (stem, 2011)
- Kinect Sports Rivals (stem, 2014)
- Alien: Isolation (stem, 2014)
- 11-11: Memories Retold (stem, 2018)
- Resident Evil 3 (stem, 2020)

- Biblioteca Nacional de España: XX5539485
- Bibliothèque nationale de France: cb166296697 (data)
- Gemeinsame Normdatei: 1191036561
- International Standard Name Identifier: 0000 0004 4493 6839
- Library of Congress Control Number: no2005061285
- MusicBrainz: dccfadff-6981-49b2-8e2c-e9c8dd03012d
- Nationale Bibliotheek van Tsjechië: mzk2013741688
- Trove: 1520817
- Virtual International Authority File: 271397368
- WorldCat: E39PBJkD8khW7gtJBPYcPDmw4q